# 広瀬勝滋
広瀬 勝滋(ひろせ かつしげ、1884年（明治17年）3月20日 – 1958年（昭和33年）3月16日）は、大日本帝国陸軍軍人。最終階級は陸軍少将。群馬県桐生市長。

## 経歴
大分県出身。1905年（明治38年）に陸軍士官学校を卒業し、工兵少尉に任官した。工兵第18大隊長、東部第42部隊長、桐生高等工業学校配属将校、秋田連隊区司令官などを歴任し、1942年（昭和17年）に陸軍少将に昇進した。
桐生高等工業学校の配属将校であった縁から1944年（昭和19年）に桐生市長に選出され、翌年まで在任した。
市長辞職後、公職追放でいったん桐生を去るが、再び桐生を訪れて当時の前原一治市長に「庁内の掃除でもやらせてくれないか」と持ち出した。前原は清掃監督なるポストを設けて雇ったが、広瀬は過去の栄光を断ち切って黙々と職務に励んだという。

## 栄典
- 1936年（昭和11年）4月14日 - 従四位
- 1942年（昭和17年）12月28日 - 正四位